# Carsten Vagn-Hansen
Carsten Vagn-Hansen (født 5. april 1938) er en dansk pensioneret læge, også kendt som 'Radiodoktoren'.
Carsten Vagn-Hansen afsluttede lægestudiet i 1965 og begyndte som praktiserende læge i 1970. Han var præsident for International Society for General Medicine fra 1979 til 1982.
I årene 1985 til 1987 deltog han i DR som tv-læge. Han deltog desuden i perioden 1992 til 2005 i radioprogrammet Spørg om sundhed, som blev sendt på DR. Her kunne lytterne stille spørgsmål vedrørende sundhed og få svar fra lægen. Programmet blev meget populært, hvilket også betød, at han blev kaldt 'Radiodoktoren'. Efter at radioprogrammet standsede, blev han engageret af dk4 i programmet Sundhedskonsulenten som sendtes indtil 2009.

## Alternativ behandling
På trods af Vagn-Hansens popularitet blandt lytterne var DR bekymret over hans forkærlighed for alternativ behandling. Senere har han også vakt opsigt for at have advaret mod brugen af kemoterapi i kræftbehandling og samtidig ment, at naturmedicin gav bedre overlevelse. Han har også skrevet forordet i den danske oversættelse af bogen Cancer Is Not a Disease! — It's A Survival Mechanism af den tysk-amerikanske naturlæge Andreas Moritz. Han har også talt imod vacciner og hævdet, at en sund kost er bedre egnet til at bekæmpe sygdom end vaccination. Desuden mener han, at aspartam, der bruges som sødemiddel i sodavand, kan give synsforstyrrelser og migræne.
Hans hjemmeside behandler mange generelle og specielle sundhedsemner.
Vagn-Hansen er fast skribent for det norske multi-level marketing-selskab Eqology. Han har også anbefalet produkter fra multi-level marketing-selskabet LifeWave  og magnetmadrasser fra selskapet VelloFlex.

## Priser
- 1988: Hippokratesmedaille für Verdienste um die Allgemeinmedizin
- 1988: Pharmacia-prisen
- 1991: Dandy-prisen
- 1992: Sundhed for Alle-pris
- 1999: Obbekjærs Jubilæumspris
- 2002: Den internationale ærespris for naturmedicin
- 2011: Life Time Achievement (Sund)